# Ban Ekchoum-Phoukaniang
Ban Ekchoum-Phoukaniang – wieś położona w południowo-wschodnim Laosie, w prowincji Attapu, w dystrykcie Phouvong.